# Rapala satelliticus
Rapala satelliticus är en fjärilsart som beskrevs av Kalis 1933. Rapala satelliticus ingår i släktet Rapala och familjen juvelvingar. Inga underarter finns listade.